# San Francisco Yovego
San Francisco Yovego är en ort i Mexiko.   Den ligger i kommunen Santiago Camotlán och delstaten Oaxaca, i den sydöstra delen av landet, 400 km sydost om huvudstaden Mexico City. San Francisco Yovego ligger 669 meter över havet och antalet invånare är 902.
Terrängen runt San Francisco Yovego är bergig åt sydväst, men åt nordost är den kuperad. Runt San Francisco Yovego är det glesbefolkat, med 15 invånare per kvadratkilometer. Närmaste större samhälle är Ayotzintepec, 16,9 km nordost om San Francisco Yovego. I omgivningarna runt San Francisco Yovego växer i huvudsak städsegrön lövskog.